# Campeonatos distritais de terceiro nível
Os campeonatos distritais de terceiro nível são o sétimo escalão do futebol português do sistema de ligas de futebol de Portugal. Neste escalão existem 5 campeonatos de diferentes associações distritais/regionais, cada um constituído por um número diferente de equipas num total de 228 equipas.
As equipas que são promovidas deste escalão disputam na temporada seguinte os campeonatos distritais de segundo nível e as que são despromovidas vão disputar os campeonatos distritais de quarto nível.
| Nível | Campeonatos distritais de terceiro nível              | Campeonatos distritais de terceiro nível                    | Campeonatos distritais de terceiro nível | Campeonatos distritais de terceiro nível            | Campeonatos distritais de terceiro nível                 |
| 7     | 2ª Divisão da AF Aveiro 32 clubes (Zonas Norte e Sul) | 1ª Divisão da AF Braga 82 clubes (Séries A, B, C, D, E e F) | 2ª Divisão da AF Coimbra 18 clubes       | 3ª Divisão da AF Lisboa 48 clubes (Séries 1, 2 e 3) | Divisão de Honra da AF Porto 48 clubes (Séries 1, 2 e 3) |